# Aemilia melanchra
Aemilia melanchra là một loài bướm đêm thuộc phân họ Arctiinae, họ Erebidae.